# Jalisco
Jalisco (spaniolă: [xaˈlisko]), oficial Statul Liber și Suveran Jalisco (spaniolă Estado Libre y Soberano de Jalisco) este unul din cele 31 de state federale ale Mexicului.
| #     | Regiune           | Reședință             | Suprafață (km²) | Suprafață (%) | Populație (2010) | Populație (%) |
| ----- | ----------------- | --------------------- | --------------- | ------------- | ---------------- | ------------- |
| 1     | Norte             | Colotlán              | 10,305          | 12.9%         | 78,835           | 1.1%          |
| 2     | Altos Norte       | Lagos de Moreno       | 8,882           | 11.1%         | 383,317          | 5.2%          |
| 3     | Altos Sur         | Tepatitlán de Morelos | 6,667           | 8.3%          | 384,144          | 5.2%          |
| 4     | Ciénaga           | La Barca              | 4,892           | 6.1%          | 503,297          | 6.8%          |
| 5     | Sureste           | Tamazula de Gordiano  | 7,124           | 8.9%          | 116,416          | 1.6%          |
| 6     | Sur               | Zapotlán el Grande    | 5,650           | 7.1%          | 332,411          | 4.5%          |
| 7     | Sierra de Amula   | El Grullo             | 4,240           | 5.3%          | 95,680           | 1.3%          |
| 8     | Costa Norte       | Puerto Vallarta       | 5,985           | 7.5%          | 300,760          | 4.1%          |
| 9     | Sierra Occidental | Mascota               | 8,381           | 10.5%         | 61,257           | 0.8%          |
| 10    | Valles            | Ameca                 | 6,004           | 7.5%          | 345,438          | 4.7%          |
| 11    | Centro            | Guadalajara           | 5,003           | 6.2%          | 4,578,700        | 62.3%         |
| 12    | Costa Sur         | Autlán de Navarro     | 7,004           | 8.7%          | 170,427          | 2.3%          |
| total | Jalisco           | Guadalajara           | 80,137          | 100%          | 7,350,682        | 100%          |

## State înfrățite
- Washington, Statele Unite
- Shanghai, China
- California, Statele Unite[6]